# Gibkość

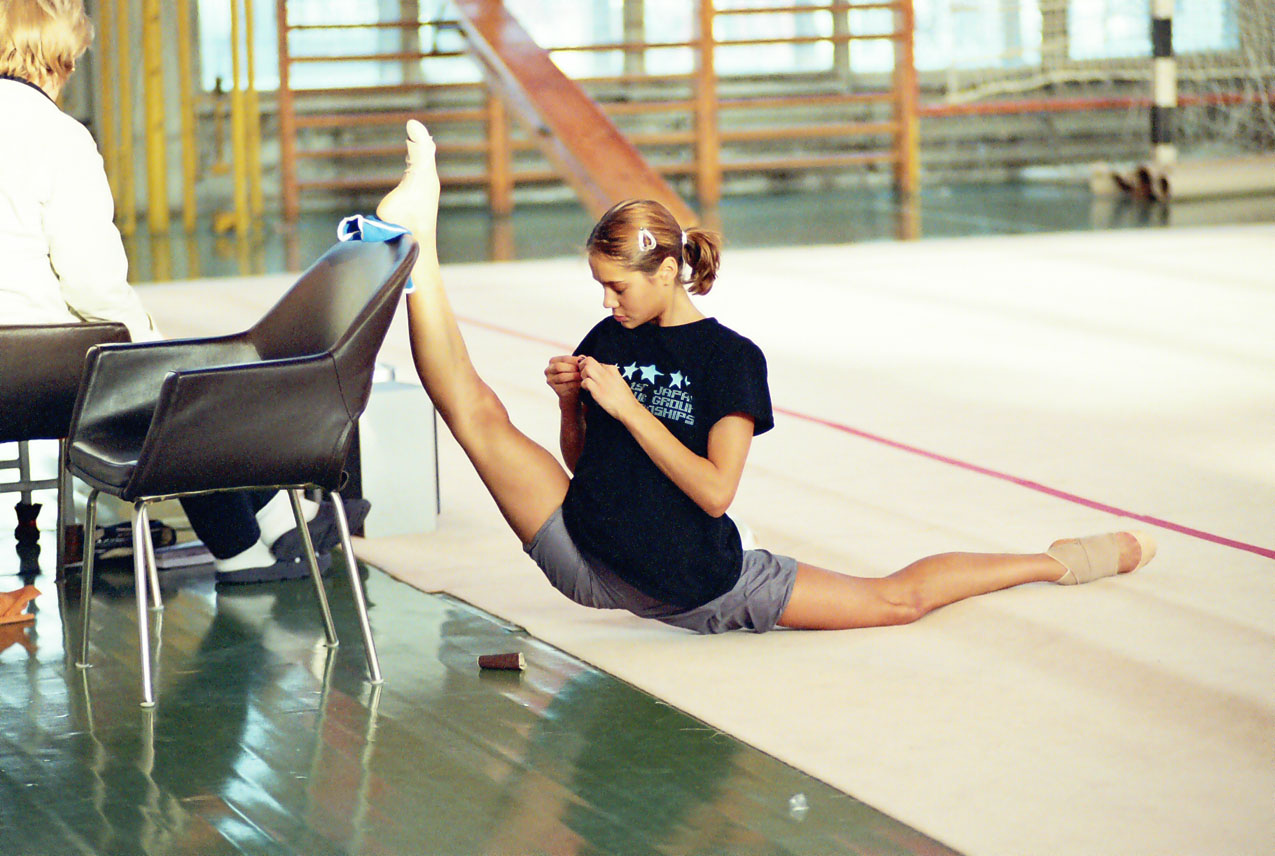
Rozciąganie dla osiągnięcia zwiększonej gibkości.

Gibkość – zdolność człowieka do osiągania dużej amplitudy w wykonywanych ruchach. Ćwiczenie gibkości ma za zadanie przygotowanie aparatu ruchu do realizacji zadań startowych oraz opanowanie racjonalnej techniki.
Do czynników wpływających na rozwój gibkości zalicza się:
- elastyczność więzadeł i ścięgien,
- mięśnie okalające staw oraz te, które biorą udział w pracy stawu,
- wiek i płeć,
- temperatura ciała, a także temperatura określonego mięśnia,
- pora dnia i temperatura w miejscu ćwiczenia,
- poziom siły mięśni,
- zmęczenie i stan emocjonalny.